# Mamma sconosciuta
Mamma sconosciuta è un film del 1956 diretto da Carlo Campogalliani.

## Produzione
La pellicola è ascrivibile al filone dei melodrammi sentimentali, comunemente detto strappalacrime, allora molto in voga tra il pubblico italiano, in seguito ribattezzato dalla critica con il termine neorealismo d'appendice.

## Distribuzione
La pellicola venne distribuita nel circuito cinematografico italiano il 21 luglio del 1956.